# سامسونگ اس‌جی‌اچ-آی۳۰۰
سامسونگ اس‌جی‌اچ-آی۳۰۰ یک‌نمونه از گوشی‌های تلفن همراه سری I شرکت سامسونگ می باشد که توسط همین شرکت به بازار عرضه شده‌است.